# آندريه كولليه
آندريه كولليه (بالفرنسية André Collet) : مستشار للتعليم في دولة سوريا أثناء الانتداب الفرنسي.
ولد كولليه عام 1900 منطقة سافوا العليا في شرق فرنسا. حصل على دبلوم التدريس في دور المعلمين العليا، قسم الآداب.
شغل في سوريا أثناء الانتداب الفرنسي عدة وظائف منها :
- مدير التدريسات الفرنسية في مكتب عمبر ودار المعلمين في دمشق.
- مستشار التعليم في دولة سوريا